# Octave Uzanne
Louis Octave Uzanne (ur. 14 września 1851 w Auxerre, zm. 31 października 1931 w Saint-Cloud) – francuski pisarz, bibliofil, wydawca i dziennikarz.
Uzanne kształcił się w Collège Rollin w Paryżu gdzie uzyskał klasyczne wykształcenie.
W 1893 roku odbył podróż do Stanów Zjednoczonych gdzie poznał m.in. prezydenta Grovera Clevelanda i wynalazcę Thomasa Alvę Edisona. Uzanne pisał do takimi czasopismami jak: Le Figaro, La Plume, Le Mercure de France. Wydawał bogato ilustrowane i limitowane druki bibliofilskie. Współpracował z takimi twórcami jak: Albert Lynch, Paul Avril, Félicien Rops, Albert Robida, Félix Vallotton.
W 1895 Uzanne publikuje Contes pour les bibliophiles, gdzie znajduje się opowiadanie La Fin des Livres.

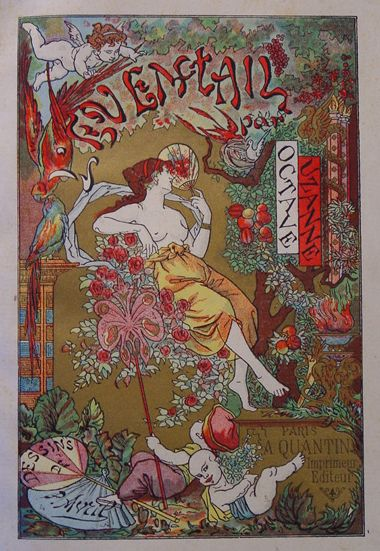
L'éventail Octave Uzanne, projekt okładki Paul Avril (1882).

## Wybrane dzieła
- La Française du siècle : modes, mœurs, usages (1886)
- La Reliure moderne artistique et fantaisiste (1887)
- Le Miroir du Monde, notes et sensations de la vie pittoresque (1888)
- Les Zigzags d'un curieux : causeries sur l'art des livres et la littérature d'art (1888)
- Le Paroissien du célibataire, observations physiologiques et morales sur l'état du célibat (1890)
- L'Art et l'Idée. Revue contemporaine ou Dilettantisme littéraire et de la curiosité (1892)
- La femme et la mode, métamorphoses de la parisienne de 1792 à 1892 (1892)
- Physiologie des quais de Paris, du Pont Royal au Pont Sully (1892)
- Bouquinistes et bouquineurs. Physiologie des quais de Paris du Pont royal au pont Sully (1893)
- Les Ornements de la femme : l'éventail, l'ombrelle, le gant, le manchon (1892)
- Vingt jours dans le Nouveau Monde (1893)
- Contes pour les bibliophiles (1894).
- Parisiennes de ce temps en leurs divers milieux, états et conditions : études pour servir à l'histoire des femmes, de la société, de la galanterie française, des mœurs contemporaines et de l'égoïsme masculin (1894)

## Czasopisma
- Miscellanées bibliographiques (1878-1880).
- Le Livre, revue du monde littéraire, archives des écrits de ce temps, bibliographie moderne (1882-1889)
- Le Livre moderne, revue du monde littéraire et des bibliophiles contemporains (1890-1891)
- L'Art et l'Idée (1892)